# Pseudotrichonotus caeruleoflavus
Espèce
Statut de conservation UICN

 DD 15 août 2019 : Données insuffisantes
Pseudotrichonotus caeruleoflavus est une espèce de poissons marins téléostéens de la famille des Pseudotrichonotidae.

## Systématique
L'espèce Pseudotrichonotus caeruleoflavus a été décrite pour la première fois en 2017 par les ichtyologues australiens Gerald Robert Allen et Mark van Nydeck Erdmann (d), ainsi que les ichtyologues indiens Sasanti Retno Suharti et Abraham B. Sianipar.

## Description
Pseudotrichonotus caeruleoflavus possède un corps allongé de 3,4 cmpour l'holotype.
Pseudotrichonotus caeruleoflavus est rosacé avec des rayures jaunes cerclées de bleu, qui lui ont valu son épithète spécifique, situées sur son dos et qui descendent jusqu'à la moitié du ventre.

## Répartition
Cette espèce se croise au large des côtes de l’Indonésie, à des profondeurs variant de 40 à 70 m.

## Étymologie
Son épithète spécifique, caeruleoflavus, vient des mots latins cærŭlĕus, « bleu nuit » et flāvus, « jaune », en référence à la bande jaune entourée de bleu sur son corps.

## Publication originale
Pseudotrichonotus caeruleoflavus, a new species of reef fish from Indonesia
- Aqua (revue scientifique), p. 1 à 10. Volume 23